# Dones de l'EZLN

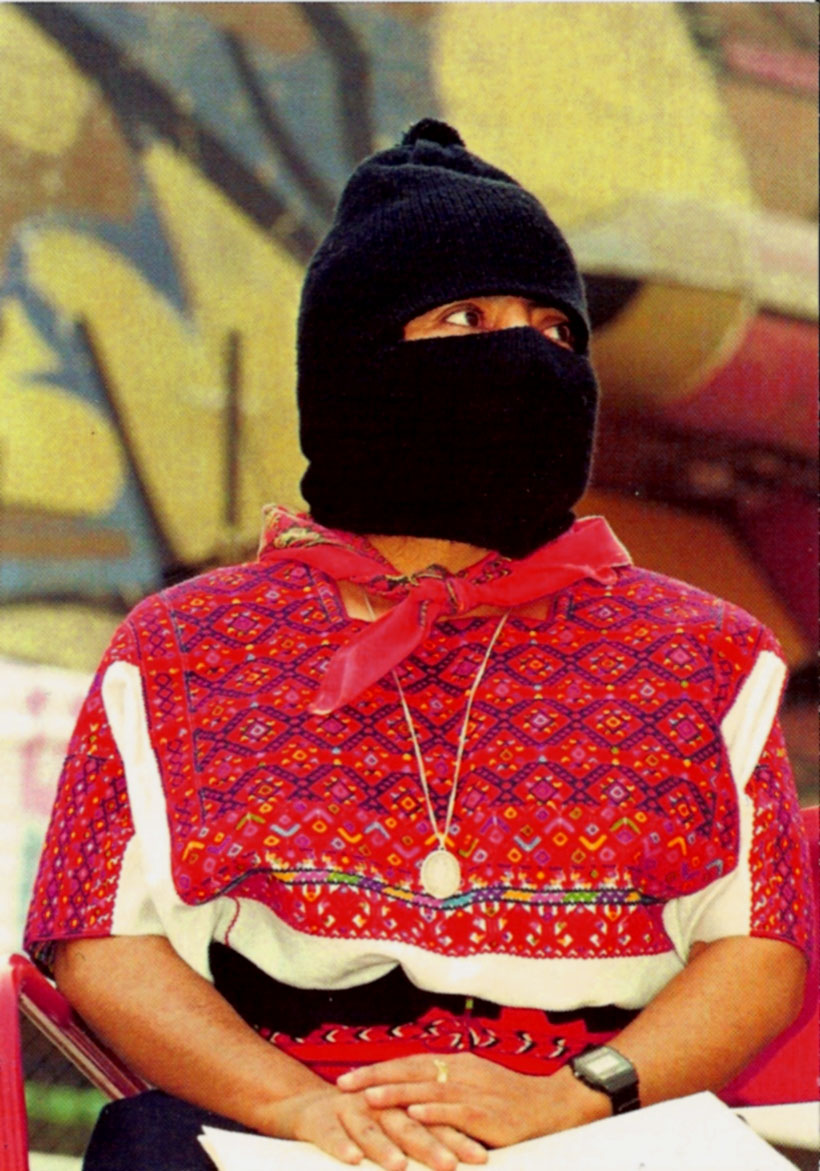
Comandanta Ramona, potser la dona zapatista més famosa

Les dones han tingut influència a l'Exèrcit Zapatista d'Alliberament Nacional (EZLN, Ejército Zapatista de Liberación Nacional), un grup d'esquerres revolucionari de Chiapas (Mèxic), participant com a insurgents armades i partidàries civils. A la dècada del 1990, un terç dels insurrectes eren dones i la meitat de la base de suport zapatista eren dones.
L'estil organitzatiu de l'EZLN implicava el consens i la participació de tothom, incloses les dones i els nens. Per tant, un aspecte de la ideologia de l’EZLN era la igualtat de gènere i els drets de les dones.
Després de l'alçament zapatista a Chiapas el 1994, l'EZLN va anunciar la Llei Revolucionària de les Dones, que era un conjunt de deu lleis que atorgaven drets a les dones sobre matrimoni, fills, treball, salut, educació, participació política i militar, i protegien les dones de la violència.
Personatges destacats que es van unir al moviment al principi, com la Comandanta Ramona i la Major Ana Maria, van animar altres dones a unir-se als zapatistes.

## Antecedents

### Les dones indígenes de Chiapas
Durant la segona meitat del segle xx a Chiapas, les dones indígenes es casaven a una edat molt jove, generalment al voltant dels tretze o catorze anys. Tendien a tenir poca opció en la matèria; el futur marit seleccionava una dona i el matrimoni es va negociava entre els pares. Un cop casades, les dones complien el seu paper principal de criança, cuina i neteja de la llar, tot i que també participaven en altres treballs com l'agricultura. Les dones casades eren sovint objecte de maltractaments per part dels seus marits, inclosos els maltractaments físics. A més, les dones indígenes de Chiapas no tenien accés a l'educació formal i normalment no aprenien castellà, com molts homes pobres. Això va inhibir la seva mobilitat socioeconòmica perquè el castellà és l'idioma principal que es parla a les ciutats i que s'utilitza a les pràctiques comercials.

### Les dones indígenes i la migració interna
A la dècada del 1950, el govern mexicà va fomentar la migració des de Los Altos de Chiapas a la zona de la selva Lacandona, a l'est de Chiapas, lloc de l'EZLN, a causa de les demandes de reformes agràries. En molts casos, els homes van obligar les seves dones a acompanyar-les a la selva. Les dones no volien marxar perquè moltes d’elles mai havien abandonat els seus pobles de Los Altos de Chiapas. A causa de la barreja de diversos grups ètnics al nou lloc, les dones van aprendre altres llengües indígenes i van poder comunicar-se de manera més àmplia.
Hi havia algunes diferències entre els que es quedaven a Los Altos de Chiapas. Els homes van començar a treballar amb les noves empreses i indústries, mentre que les dones no eren capaces de treballar com a treballadores assalariades. Les dones guanyaven diners en efectiu d'altres maneres com a venedores ambulants o com a minyones a les cases ladino. Algunes venedores ambulants venien artesania feta a mà a turistes de les ciutats, i aquestes dones s'organitzaven en col·lectius d'artesanes. També van formar altres tipus de col·lectius econòmics, com ara per a la fabricació de pa i la jardineria. Les dones rurals també podien romandre al seu poble i continuar contribuint al col·lectiu. Aquest va ser un primer moment en què les dones s'organitzaven i treballaven per millorar-se. Les minyones guanyaven diners en efectiu, però van patir abusos a les plantacions dels ladino. Els propietaris de terrenys ladino van cometre abusos físics i sexuals contra les dones que treballaven a casa seva. La independència, les noves habilitats i les queixes obtingudes d’aquestes experiències van portar les dones a unir-se a l’EZLN.

## Implicació

### Implicació política i militar

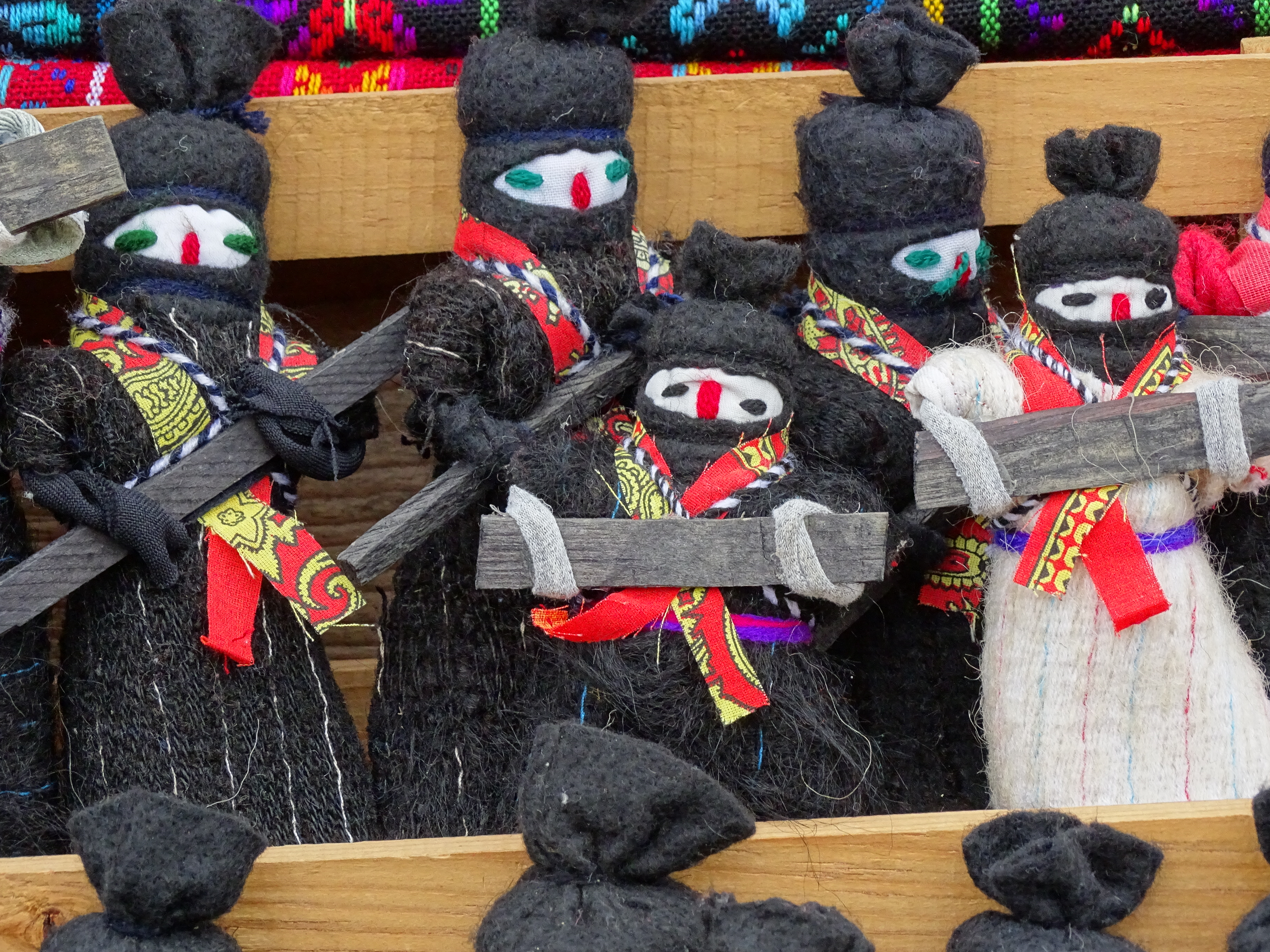
Nines zapatistes de Chamula

L'EZLN va fer la seva aparició a l'escena nacional i internacional amb l'apoderament de San Cristóbal de Las Casas i de sis ciutats més de Chiapas el 1r de gener de 1994, que va coincidir amb la conclusió de Mèxic a l'Àrea de Lliure Comerç d'Amèrica del Nord (NAFTA). Aquesta revolta va declarar la guerra contra l'estat mexicà amb l'emissió de la Declaració de la selva Lacandona i les seves lleis revolucionàries. La major Ana Maria, una dona, va dirigir la presa de San Cristóbal de las Casas.
Les dones formaven un terç de l'EZLN, i una part important d'elles ocupava càrrecs de comandament. A més, aproximadament la meitat de la base de suport de l'EZLN eren dones. Inicialment, la majoria de les dones insurgents formaven part de les milícies locals menys organitzades, però més tard van decidir unir-se a l'actual EZLN. Les dones que es van unir com a insurgents van haver de renunciar a tenir una família pròpia, perquè era massa difícil atendre els nens en les condicions en què vivien. Hi havia una planificació familiar per a les dones insurgents, però per a aquelles que es quedaven embarassades, o bé tornaven a casa o deixaven el nen amb els seus pares. Als camps insurgents, homes i dones comparteixen tasques de cuina i neteja per igual.
Unir-se a l’EZLN va permetre a les dones un major accés a les oportunitats educatives. Els zapatistes parlaven el castellà com una llengua comuna entre les diverses llengües maies. Així, les dones zapatistes van aprendre castellà i també van tenir l’oportunitat d’aprendre a llegir i escriure.

### Altres implicacions
Tot i no ser insurgentes reals a l'EZLN, moltes dones indígenes encara donaven suport a l'EZLN per altres formes. Aquestes dones eren aquelles que normalment eren més grans o tenien famílies per cuidar. Les dones civils van contribuir avisant les comunitats si arribaven els militars, operant ràdios per notificar a les comunitats el moviment de les tropes federals, cosint uniformes, alimentant tropes i molt més.

## Feminisme indígena a l'EZLN
L'occidentalització, la globalització neoliberal i el moviment zapatista van afectar les comunitats indígenes de Chiapas (Mèxic), ja que van provocar l'aparició del feminisme indígena. El feminisme indígena té «el seu estil únic. És un lloc important de lluita de gènere que reconeix explícitament els problemes vitals de la identitat cultural, el nacionalisme i la descolonització. La seva lluita es basa en una barreja de les seves identitats ètniques, de classe i de gènere. Mèxic, dones indígenes, feministes o no, participa profundament en les lluites polítiques i socials de les seves comunitats. Simultàniament a aquestes lluites, han creat espais específics per reflexionar sobre les seves experiències d’exclusió com a dones, com a indígenes i com a dones indígenes».
Tot i que el feminisme es veu com a resultat de l’occidentalització, les dones indígenes han lluitat per «recórrer i navegar per les ideologies occidentals tot preservant i intentant recuperar algunes tradicions indígenes ... que s'han erosionat amb la imposició de la cultura i ideologia occidentals dominants». El feminisme indígena s'inverteix en lluites de dones, indígenes, i busca les seves arrels per trobar solucions mentre s'utilitzen algunes idees occidentals per assolir aquests objectius.
Les dones estan compromeses en la lluita col·lectiva com els zapatistes, i de les dones en general. En una entrevista amb Ana Maria, una de les líders del moviment, va dir que les dones «van participar en el nom de gener (alçament zapatista) ... la lluita de les dones és la lluita de tothom. A l'EZLN, no lluitem pels nostres propis interessos sinó contra totes les situacions que hi ha a Mèxic, contra tota la injustícia, tota la marginació, tota la pobresa i tota l'explotació que pateixen les dones mexicanes. La nostra lluita a l'EZLN no és per a les dones de Chiapas, sinó per a totes les mexicanes».
Els efectes dels sistemes de desenvolupament i cultura capitalistes occidentals fan que la flexibilitat en els rols de gènere i treball sigui més difícil que la forma històrica de viure fora de la terra de les cultures indígenes. «S'ha analitzat l'entrada de les dones indígenes a l'economia monetària perquè el seu treball domèstic i de subsistència sigui cada cop més prescindible per a la reproducció de la força de treball i redueixi així el poder de les dones dins de la família. Els homes indígenes han estat forçats per la necessitat d’ajudar a proveir la família en el sistema econòmic capitalista globalitzat que afavoreix el treball econòmic remunerat mentre depèn de la subordinació femenina i del treball de subsistència no remunerat. Aquests ideals són interioritzats per molts treballadors i importats de nou a les comunitats». Aquesta infiltració capitalista va perjudicar el paper de gènere, cada vegada eren més restrictives i polaritzades amb la imposició cada vegada més gran de factors externs a les comunitats indígenes. Des de l'arribada dels europeus i la seva clara distinció en els punts de vista de casa / treball, domèstic / productiu, (aviat esdevindran públic / privat) es van començar a fer separacions i distincions i es va començar a donar valor en diferents formes.
El feminisme indígena també va donar lloc a més col·laboració i contacte entre dones indígenes i mestisses del sector informal. Després de l’aparició dels zapatistes, es va començar a produir una col·laboració més significativa i, sis mesos després de la revolta de l’EZLN, es va celebrar la Convenció Estatal de Dones de Chiapas. Sis mesos després, la Convenció Nacional de les Dones es va celebrar a Querétaro; va incloure la participació de més de tres-centes dones de catorze estats diferents. L'agost de 1997, va tenir lloc la trobada nacional de dones indígenes a l'estat d'Oaxaca, organitzada per dones indígenes i a la qual van assistir més de 400 dones. Un dels temes més freqüents tractats a les convencions va ser la dinàmica entre mestisses i dones indígenes. Sovint es convertia en la situació en què els mestisses tendien a «ajudar» i les dones indígenes eren les que eren «ajudades».
El moviment zapatista va ser el primer moviment guerriller que va assumir l'alliberament de les dones com a part de l’agenda de la revolta. La major Ana Maria, que no només va ser la dona que va dirigir la captura de San Cristóbal de Las Casas per l'EZLN durant la revolta, sinó també una de les dones que van ajudar a crear la Llei Revolucionària de les Dones: «Es va fer una llei general, però no hi havia cap dret de les dones. I per això vam protestar i vam dir que hi ha d’haver una llei de dones quan fem les nostres demandes. També volem que el govern ens reconegui com a dones. El dret a tenir igualtat, igualtat d’homes i dones». La Llei Revolucionària de les Dones va sorgir a través d’una dona anomenada Susana i la Comandanta Ramona, que viatjaven per desenes de comunitats i per demanar l’opinió de milers de dones. La Llei Revolucionària de les Dones es va publicar juntament amb la resta de demandes zapatistes dirigides al govern durant la seva insurrecció pública el 1994.
«Durant el nom de la història dels moviments guerrillers llatinoamericans, les dones membres estaven analitzant i presentant el "personal" en termes políticament explícits. Això no vol dir, però, que a les comunitats zapatistes les dones no hagin de lluitar per la igualtat i la dignitat. Les lleis revolucionàries són un mitjà, i normalment un principi, no un fi. Però, en definitiva, l'existència i el coneixement de la llei, fins i tot per a les dones que no saben realment el que diu, ha tingut una gran importància simbòlica com a plantó del moviment de dones indígenes actual a Mèxic».
És important reconèixer que no només va ser un moviment monumental que moltes dones estaven a les files i eren capdavanteres d’un moviment, sinó que també van anar més enllà i van fer les seves pròpies exigències. Van participar en la lluita col·lectiva, però també es van assegurar que la seva lluita fos escoltada, reconeguda i validada.

## LaLlei Revolucionària de les Dones
El dia de la revolta, l’EZLN va anunciar la Llei Revolucionària de les Dones amb les altres Lleis Revolucionàries. El Comitè Indígena Revolucionari Clandestí va crear i aprovar aquestes lleis que es van desenvolupar mitjançant la consulta de dones indígenes. La Llei Revolucionària de les Dones es va esforçar per canviar la «dominació patriarcal tradicional» i va abordar moltes de les queixes que tenien les dones de Chiapas. Aquestes lleis van coincidir amb l'intent de l'EZLN de «desplaçar el poder del centre cap als sectors marginats».
A continuació es detallen les deu lleis que conformaven la Llei Revolucionària de les Dones:
- Primer, les dones tenen dret a participar en la lluita revolucionària al lloc i al nivell que dicten la seva capacitat i voluntat sense discriminació per raça, creença i afiliació política.
- Segon, les dones tenen dret a treballar i a percebre un salari just.
- Tercer, les dones tenen dret a decidir sobre el nombre de fills que tenen i tenen cura.
- Quart, les dones tenen dret a participar en assumptes comunitaris i ocupar càrrecs de lideratge si són elegides lliurement i democràticament.
- Quint, les dones tenen dret a l’atenció primària pel que fa a la seva salut i nutrició.
- Sisè, les dones tenen dret a l'educació.
- Setè, les dones tenen el dret de triar amb qui estan (és a dir, triar les seves parelles romàntiques / sexuals) i no haurien d’estar obligades a casar-se per la força.
- Vuitè, cap dona hauria de ser apallissada ni maltractada físicament per familiars o desconeguts. La violació i l'intent de violació haurien de ser severament castigats.
- Novè, les dones poden ocupar càrrecs de lideratge a l’organització i ocupar un grau militar a les forces armades revolucionàries.
- Desè, les dones tenen tots els drets i obligacions establerts per les lleis i regulacions revolucionàries.

## El Encuentro
El desembre de 2007 es va celebrar El Encuentro (La Trobada) a la Garrucha, un petit poble indígena de Chiapas, perquè les dones zapatistes debatessin qüestions relacionades amb les dones. Hi van assistir tres mil participants, incloses aproximadament tres-centes dones zapatistes. La trobada es considerava un espai per a dones, de manera que es permetia als homes assistir a la concentració, però no participar-hi.
Aquestes dones van tractar temes com la seva vida abans de la revolta, què havia canviat des de llavors i com han participat les dones a l'EZLN. A més, les dones zapatistes van parlar de les terribles condicions que patien les dones que els zapatistes van intentar solucionar, incloent-hi: el maltractament per treballar per als propietaris de terres, la violència domèstica, la discriminació a les seves pròpies comunitats i la manca d’accés a l’atenció sanitària i a l'educació. Després, les dones van continuar discutint com el moviment zapatista va canviar les seves vides, com la disminució de la violència domèstica, més llibertat pel que fa al matrimoni i els fills, i més drets en general. Una manera en què les dones van assolir aquests canvis és mitjançant els col·lectius de dones que van permetre que les dones fossin més independents, cosa que va conduir a una major participació en el moviment zapatista.

## Dones destacades de l'EZLN

### Comandanta Ramona
La Comandanta Ramona va ser el nom de guerra d’una de les primeres líders polítiqurs de l’EZLN. Ella només parlava tzotzil i, per tant, feia servir traductors per traduir entre el tzotzil i el castellà. Ramona va treballar a les comunitats amb organitzacions polítiques, però no va participar-hi com a insurgent. El febrer de 1994, després de l'aixecament inicial, Ramona va assistir a converses de pau i va exercir de negociadora amb el govern mexicà. Ramona va morir el 6 de febrer del 2006, a l'edat de quaranta anys, a causa d'un càncer de ronyó.

### Major Ana María
La Major Ana María és el nom d’una de les primeres caps militars que van liderar la revolta inicial del 1994 a San Cristóbal de Las Casas, al sud-oest de Mèxic. Va néixer el 1969, en algun lloc de les muntanyes de Los Altos de Chiapas, dins del grup etno-lingüístic tzotzil, d'on provenia.
Ana María va ingressar a l'EZLN perquè va entendre la necessitat de tenir terres per garantir una vida millor, encara més quan es tracta d'una dona, especialment una dona indígena. Va començar a participar en protestes pacífiques als vuit anys i, més tard, va ser una de les primeres dones a unir-se a l'EZLN, als tretze anys, després que el seu germà s'unís. Va ser dins del moviment EZLN que va adquirir la seva opinió política i va aprendre a utilitzar les armes. Va ser una de les primeres dones del moviment i va obrir el camí a altres dones, i va portar algunes a crear grups de companyes només per a dones. Per a ella, les principals demandes del moviment EZLN eren la democràcia i la llibertat.
Durant la presa de San Cristóbal de Las Casas, era major d'infanteria, comandava un batalló de 1000 homes i els va conduir a la presa del palau municipal. Per tant, tenia el grau militar més alt de la seva àrea.
Va ajudar a concebre la Llei Revolucionària de les Dones, que era una llei molt feminista per a l’època, tant per a les dones indígenes com per a les camperoles. Va formar part del Comité Clandestino Revolucionario Indigena (CCRI, Comitè Revolucionari Clandestí Indígena). Entre altres coses, va signar un comunicat del CCRI dirigit al govern federal que demanava diàleg si «el govern federal retira les seves tropes de les terres controlades per l'EZLN».
El març de 2011, la Major Ana María es va unir a la La Marcha por el Color de la Tierra (La Marxa pel Color de la Terra). La delegació estava formada per 24 delegats d’EZLN i representants de diverses ètnies de tot Mèxic.
L'objectiu d'aquesta marxa era defensar els Acords de San Andrés, que comprometien el govern mexicà a reconèixer els drets i l'autonomia indígenes a la Constitució. Tanmateix, des de la signatura dels Acords el 1996, que no consten a la Constitució federal, correspon a cada estat reconèixer o no l’autonomia indígena.